# GoJet Airlines
GoJet Airlines", що діє як GoJet Airlines, — регіональна авіакомпанія Сполучених Штатів Америки зі штаб-квартирою в місті Бріджтон (Місурі, США), що працює під торговою маркою (брендом) United Express магістральної авіакомпанії United Airlines.
Компанія є повністю дочірнім підрозділом авіаційного холдингу Trans States Holdings, штатна чисельність перевізника за станом на 2007 рік становила 570 осіб.
Порт приписки авіакомпанії — Міжнародний аеропорт Сент-Луїс Ламберт, як транзитні вузли (хабів) GoJet Airlines використовує Міжнародний аеропорт О'Хара в Чикаго, Міжнародний аеропорт Денвер і Міжнародний аеропорт Вашингтон Даллес.

## Історія
Авіакомпанія GoJet Airlines була заснована в кінці 2004 року нинішніми власниками авіаційного холдингу Trans State Airlines. Компанія повинна була почати регулярні перевезення 4 серпня 2005 року, проте відкриття маршрутної мережі було затримано до 4 жовтня того ж року головним чином з-за пізнього отримання власного операційного сертифіката (у вересня 2005 року).

## Флот
Станом на січень 2010 року повітряний флот авіакомпанії GoJet Airlines складали наступні літаки:
Всі літаки GoJet Airlines мають забарвлення лівреї бренду регіональних перевезень United Express магістральної авіакомпанії United Airlines і всі літаки оснащені двигунами General Electric C34-8C5B1, які встановлюються на лайнери Bombardier CRJ-900.